# Travneve, Kompaniivka
Travneve (în ucraineană Травневе) este un sat în comuna Vînohradivka din raionul Kompaniivka, regiunea Kirovohrad, Ucraina.

## Demografie
Componența lingvistică a localității Travneve
     Ucraineană (98,68%)
     Rusă (1,32%)
Conform recensământului din 2001, majoritatea populației localității Travneve era vorbitoare de ucraineană (98,68%), existând în minoritate și vorbitori de rusă (1,32%).